# Li L8
Li L8 – hybrydowy samochód osobowy typu SUV klasy wyższej produkowany przez chińskie przedsiębiorstwo Li Auto od 2022 roku.

## Historia i opis modelu

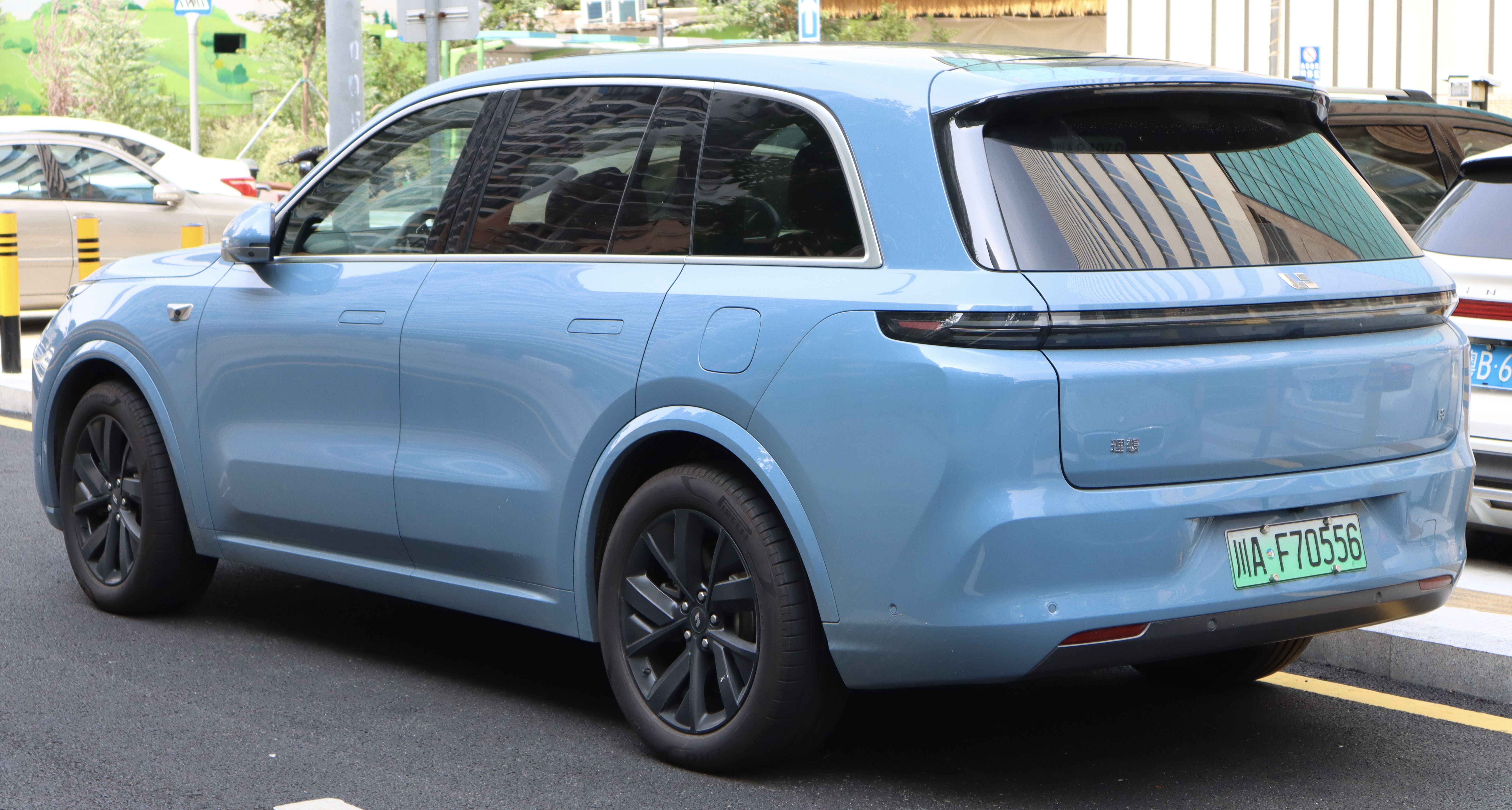
Li L8 – tył

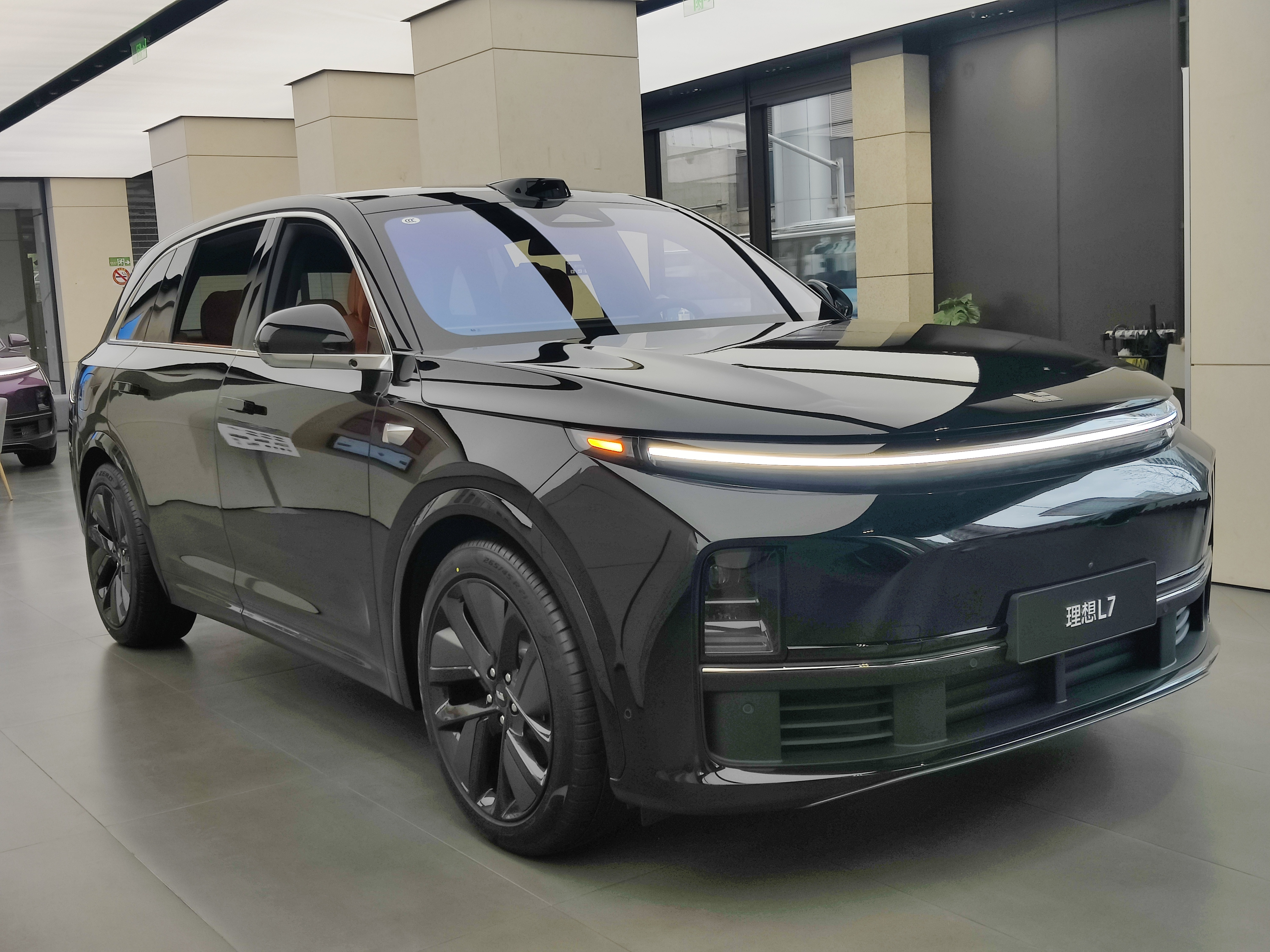
Li L7

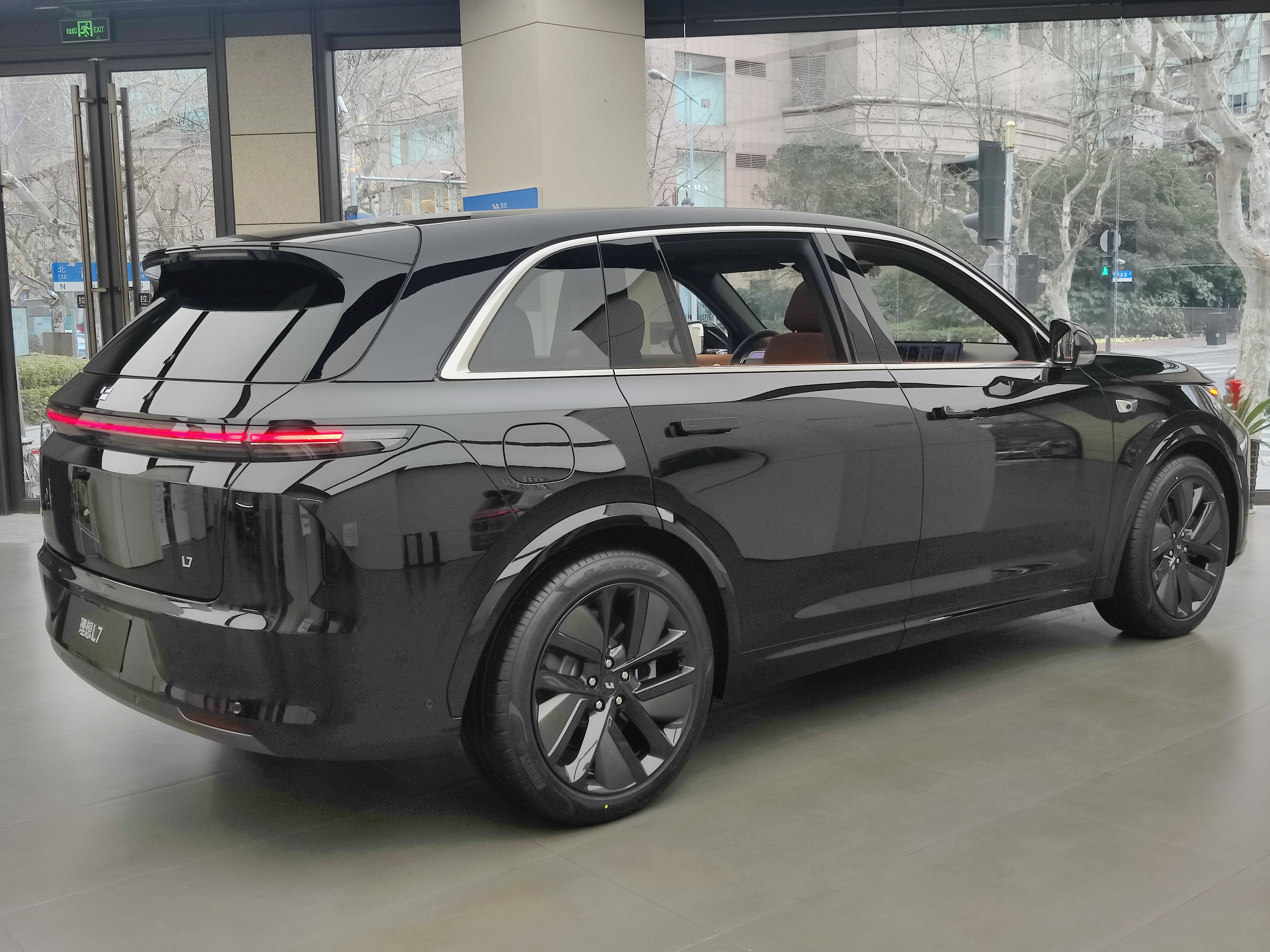
Li L7 – tył

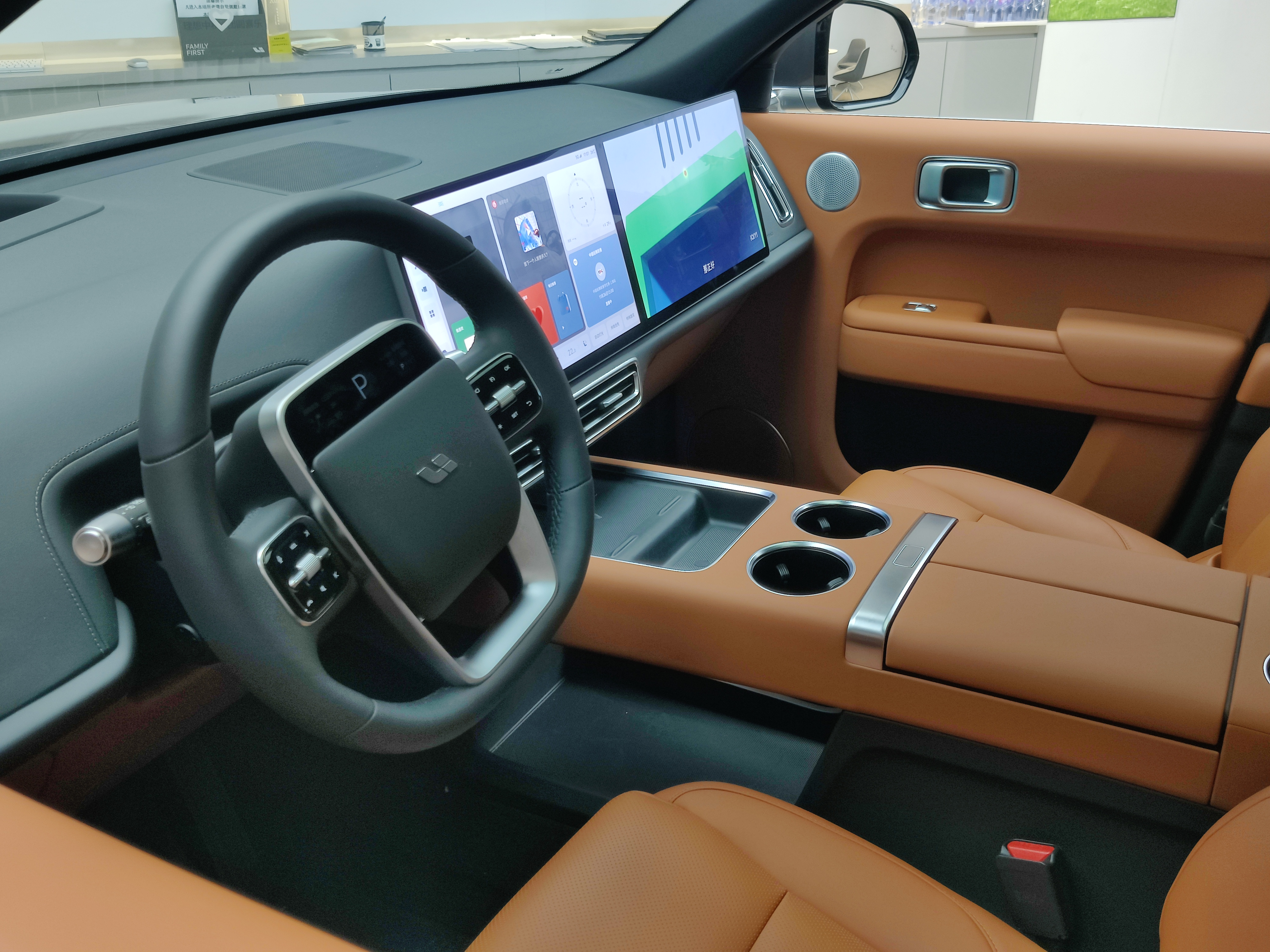
Li L8 – kokpit

Po prezentacji flagowego Li L9 wiosną 2022 roku, chińskie Li Auto przystąpiło do rozbudowy swojej gamy modelowej we wrześniu 2022 o dwa kolejne modele uzupełniające ofertę poniżej topowego SUV-a. Jednym z nich zostało Li L8, które powstało jako następca produkowanego wówczas od 2019 roku podobnej wielkości Li L8. Samochód powstał jako skrócona wariacja na temat L9, dzieląc z nim stylistykę nadwozia do tylnych drzwi włącznie. Za nimi samochód odróżnił się inaczej zarysowaną tylną częścią nadwozia, z miejscem na tablicę rejestracyjną przeniesionym na zderzak i klapą bagażnika położoną pod większym kątem. Mniejszy stał się także rozstaw osi.
Wzorem L9, Li L8 jest pozycjonowane jako produkt premium z luksusowo zaaranżowaną kabiną pasażerską. Pomimo mniejszej długości nadwozia, także i ten model wyposażony został w trzy rzędy siedzeń umożliwiające transport 6 pasażerów na niezależnych siedziskach. Deskę rozdzielczą tworzą dwa 15,7 calowe dotykowe ekrany LCD, z czego pierwszy służy do obsługi systemu multimedialnego, a drugi dedykowany jest dla pasażera. Kierowca ma do dyspozycji za to niewielki ekran ze wskazaniami pojazdu na kole kierownicy oraz na wyświetlaczu HUD.

### L7
Równolegle z debiutem L8, Li Auto przedstawiło także jeszcze jeden model będący jego krótszą wariacją i zarazem trzecim, najmniejszym produktem chińskiej firmy. Li L7 wyróżnił się takim samym jak L8 rozstawem osi przy obniżonej długości nadwozia. Skutkowało to mniejszym zwisem tylnym oraz brakiem trzeciego rzędu siedzeń. Różnice stylistyczne ograniczyły się do innych przetłoczeń na drzwiach, a także innych wytłoczeń tylnego zderzaka oraz klapy bagażnika. Została ona przy tym położona pod większym kątem. Samochód uzyskał taką samą specyfikację techniczną jak L8, trafiając do sprzedaży w ostatniej kolejności w pierwszym kwartale 2023 roku.

### L6
W kwietniu 2024 roku przedstawiono trzeci, jeszcze mniejszy wariant hybrydowej rodziny SUV-ów pod nazwą Li L6. Samochód zyskał jeszcze krótsze nadwozie i rozstaw osi, co przełożyło się na zostanie pierwszym produktem Li Auto z długością poniżej 5 metrów, wyrózniając się bardzej ściętym pod kątem tyłem. L6 zostało w momencie premiery najtańszym produktem Li Auto, z ceną 249 800 juanów.

### Sprzedaż
Li L8 trafiło do sprzedaży z ograniczeniem do wewnętrznego rynku chińskiego tuż po debiucie, z końcem września 2022 roku. Samochód uplasował się w gamie produktowej jako środkowy model, z cenami rozpoczynającymi się od pułapu 359 800 juanów za podstawowy wariant wyposażenia. Dostawy pierwszych egzemplarzy do nabywców rozpoczęły się w listopadzie 2022. Ostateczny termin uległ opóźnieniom w związku z dynamiczną sytuacją wokół epidemii COVID-19 w Chinach w ostatnim kwartale 2022 roku.

### Dane techniczne
Podobnie jak pokrewne Li L9, L8 jest samochodem hybrydowym z napędem typu plug-in. Tworzy je 1,5 litrowy, czterocylindrowy, turbodoładowany silnik benzynowy, który razem z jednostką elektryczną rozwija 442 KM mocy i 630 Nm maksymalnego momentu obrotowego. Pomimo mniejszego nadwozia, Li L8 rozpędza się o 0,2 sekundy wolniej do 100 km/h od pierwowzoru, potrzebując na to 5,5 sekundy. 42,8 kWh bateria pozwala przejechać na jednym ładowaniu ok. 180 kilometrów w trybie czysto elektrycznym lub 1315 kilometrów w trybie hybrydowym.